# Matic Šušteršič
Matic Šušteršič (ur. 27 lutego 1980 w Lublanie, zm. 5 czerwca 2005 tamże) – słoweński lekkoatleta, sprinter.

## Kariera
W 2000 wystartował na igrzyskach olimpijskich. Był wówczas członkiem słoweńskiej sztafety 4 × 100 metrów.  W pierwszej rundzie Słoweńcy zajęli 5. miejsce w swoim biegu z czasem 39,25 (wówczas rekord Słowenii), w półfinale słoweńska sztafeta została zdyskwalifikowana. Brązowy medalista młodzieżowych mistrzostw Europy w sztafecie 4 × 100 metrów (2001). Złoty medalista halowych mistrzostw kraju z 1998 i 2000. Piętnastokrotnie reprezentował Słowenię w meczach międzypaństwowych. Reprezentował klub AD Mass Lublana w latach 1994–2001 i 2003–2005 oraz Olimpiję Lublana w 2002. Jego trenerem był Albert Šoba.

## Śmierć
Zginął 5 czerwca 2005 w wypadku samochodowym wraz z dwoma innymi lekkoatletami: Patrikiem Cvetanem i Nejcem Lipnikiem. Sprawcy wypadku w czerwcu 2010 zostali skazani – jeden (Amel Dedic) na 3,5 roku pozbawienia wolności, a drugi (Sergej Šalamon) na 3 lata i 4 miesiące pozbawienia wolności. 26 lipca 2012 Šalamona zwolniono z więzienia, gdyż uznano, że mimo iż był pod wpływem alkoholu nie był winien spowodowania wypadku.

## Rekordy życiowe
- bieg na 60 metrów (hala) – 6,67 (Wiedeń, 7 lutego 2004 i Madryt, 4 marca 2005)[14]
- bieg na 100 metrów – 10,28 (Nova Gorica, 30 czerwca 2001)[5]